# 彭勃
彭勃(ほう ぼつ、Peng Bo、1981年2月18日 - )は、中華人民共和国江西省南昌市出身の飛込競技選手。2004年アテネオリンピックの飛込み種目の3m板飛込みで787.38点のスコアを出し、金メダルを獲得した。
彭勃は、3mシンクロナイズド板飛込みにも出場しているが最後の演技で大きな失敗をし、その結果最終演技の得点は0点、その影響で8位に終わっている。

## 経歴
- 2004年アテネオリンピック　3m板飛込み　金メダル
- 世界選手権
  - 2001年　3mシンクロナイズド板飛込み　金メダル
  - 2003年　3m板飛込み　銀メダル